# 1956年メルボルンオリンピックのソビエト連邦選手団
1956年メルボルンオリンピックのソビエト連邦選手団（1956ねんメルボルンオリンピックのソビエトれんぽうせんしゅだん）は、1956年11月22日から12月8日にかけてオーストラリアのメルボルンで開催された1956年メルボルンオリンピックのソビエト連邦選手団、およびその競技結果。

## 概要
今大会は金メダル37個、銀メダル29個、銅メダル32個の合計98個のメダルを獲得した。

## メダル
| メダル | 選手名                                                                            | 競技 | 種目             |
| ------ | --------------------------------------------------------------------------------- | ---- | ---------------- |
| 金     | ウラジミール・クーツ                                                              | 陸上 | 男子5000m        |
| 金     | ウラジミール・クーツ                                                              | 陸上 | 男子10000m       |
| 金     | レオニード・スピーリン                                                            | 陸上 | 男子20km競歩     |
| 金     | タマラ・テシケビッチ                                                              | 陸上 | 女子砲丸投       |
| 金     | イネセ・ヤウンゼム                                                                | 陸上 | 女子やり投       |
| 銀     | レオニード・バルテネフ ボリス・トカレフ ユーリ・コノバロフ ウラジミール・スハレフ | 陸上 | 男子4×100mリレー |
| 銀     | アンタナス・ミケーナス                                                            | 陸上 | 男子20km競歩     |
| 銀     | エフゲニー・マスキンスコフ                                                        | 陸上 | 男子50km競歩     |
| 銀     | ミハイル・クリボノソフ                                                            | 陸上 | 男子ハンマー投   |
| 銀     | マリア・ピサレワ                                                                  | 陸上 | 女子走高跳       |
| 銀     | ガリナ・ジビナ                                                                    | 陸上 | 女子砲丸投       |
| 銀     | イリーナ・ベグリャコワ                                                            | 陸上 | 女子円盤投       |
| 銅     | アルダリオン・イグナチェフ                                                        | 陸上 | 男子400m         |
| 銅     | ブルーノ・ユンク                                                                  | 陸上 | 男子20km競歩     |
| 銅     | ヴィトールド・クレール                                                            | 陸上 | 男子三段跳       |
| 銅     | イゴール・カシカロフ                                                              | 陸上 | 男子走高跳       |
| 銅     | アナトリー・サモツベトフ                                                          | 陸上 | 男子ハンマー投   |
| 銅     | ビクトル・チブレンコ                                                              | 陸上 | 男子やり投       |
| 銅     | ワシリー・クズネツォフ                                                            | 陸上 | 男子十種競技     |
| 銅     | ナデジダ・ドバリシビリ                                                            | 陸上 | 女子走幅跳       |
| 銅     | ニーナ・ポノマリョワ                                                              | 陸上 | 女子円盤投       |
| 銅     | ナデジダ・コニャーエワ                                                            | 陸上 | 女子やり投       |